# Chiesa di San Benedetto (Quartu Sant'Elena)
La chiesa di San Benedetto è una delle chiese di Quartu Sant'Elena. È ubicata in via Marconi.

## Storia
La chiesa venne eretta alla fine del Trecento da maestranze locali.
Le prime documentazioni sulla chiesa risalgono però al 1599 anno in cui vennero fatte diverse donazioni da parte dei quartesi.
Nel 1761 si trovava già all'interno città e nel 1872 in occasione della visita pastorale dell'arcivescovo di Cagliari venne arredata e venivano celebrate messe ogni giorno da parte dei frati del convento di San Francesco.
Agli inizi del Novecento fu sconsacrata e venne utilizzata per fini militari prima di tornare sotto l'amministrazione della parrocchia di Sant'Elena.

## Descrizione
La chiesa, in stile gotico-catalano, è costruita con pietrame e malta mentre gli angoli sono fati di pietre squadrate. Presenta una sola navata terminante con un'abside semicircolare sormontata da un arco a tutto sesto.
Gli arredamenti più importanti della chiesa sono le statue di san Benedetto e di santa Scolastica, il pulpito e la balaustra, risalenti tutti alla fine dell'ottocento.
La facciata è a capanna sormontata da un campanile a vela. La campana, dedicata a san Benedetto, risale al 1717. Nella facciata e nel lato destro si aprono due porte a sesto acuto.
La luce entra all'interno della chiesa attraverso due rosoni, uno nella facciata e uno nella parete opposta.
Attualmente la chiesa viene aperta al culto l'11 luglio, giorno in cui si celebra san Benedetto, e nei mese di maggio e di ottobre, per la recita del rosario in onore di Maria Vergine.